# Kocham cię a miłością swoją
Kocham cię, a miłością swoją – singel warszawskiej grupy Kult. Został wydany w dwóch formach: jedna z nich była przeznaczona do sprzedaży (kwiecień 2006 SPCDS06/06), druga miała charakter promocyjny i nie była dostępna w sprzedaży, a jedynie rozesłana do stacji radiowych (2005 SP Records).

## Lista utworów

### singel2005SP Records
1. „Kocham cię, a miłością swoją”

- słowa: Kazik Staszewski
- muzyka: Kazik Staszewski i Kult

### singel kwiecień 2006 SPCDS06/06
1. „Rockowa rodzina – z Polską w tle”
2. „Kocham cię, a miłością swoją – wers. nowa”
3. Teledysk do utworu „Kocham cię, a miłością swoją” (wystąpił w nim m.in. Jack Recknitz)

- „Rockowa rodzina”

autor: Janusz Grudziński
- „Kocham cię, a miłością swoją”

słowa: Kazik Staszewski
muzyka: Kazik Staszewski i Kult